# Agathidium bushi
Agathidium bushi is een kever uit de familie truffelkevers (Leiodidae) die voorkomt in Ohio, Virginia en North Carolina. De soort is genoemd naar de Amerikaanse president George W. Bush. Dit dier is 2,88 tot 3,23 mm lang en heeft een kop van 0,52 tot 0,54 mm. De kop is geelrood, de buik geel, en de poten geelbruin.